# Arboga artiklar
Arboga artiklar är en stadga av 14 april 1561, där gränserna bestämdes mellan den kungliga och den furstliga makten i de hertigdömen som inrättats av Gustav Vasa. I hans testamente uttrycktes hertigarnas ställning mycket tvetydigt, men gav tillräcklig anledning åt furstarna att göra anspråk på en myndighet, jämngod med kungens. För att undanröja dessa faror sammankallade Erik XIV en riksdag i Arboga 1561 och förmådde där sina bröder Johan och Magnus att skriva under artiklarna (Karl var ännu ett barn). 
Aktstycket, som stödde sig på rådet och ständerna, gjorde så att hertigarna inte mer kunde göra anspråk på en ställning som självständiga furstar, utan blev kungens verkliga undersåtar. Invånarna i furstendömena skulle svära kungen trohetsed. Krigsfolket skulle årligen mönstras av kungens mönsterherrar och i krigstid lyda under hans fältherrar. Hertigarna fick inte utan kungens tillstånd sluta förbund eller förhandla med främmande makter, inte heller med tvång sammankalla de vanliga människorna i sina furstendömen eller pålägga skatter. Högsta domsrätten i hertigdömena skulle liksom i kungariket tillhöra kungen; han ensam ägde att i dem ge frälse och andra privilegier. Kungliga påbud, som gällde riket i allmänhet, skulle också gälla hertigdömena; biskop och lagman skulle utnämnas av kungen.
För hertigarna återstod knappt annan rätt än att uppbära de årliga inkomsterna, åtnjuta kungens andel i böter, döma i mål som häradshövdingen väckt, och tillsätta underordnade tjänstemän. Inskränkningarna i deras makt föranleddes närmast av det misstroende, som Erik XIV hyste till sin äldste bror, Johan – han mötte också hos denne det främsta motståndet. Då Erik XIV avsattes, anfördes dessa "hårda och olideliga" artiklar såsom ett av skälen till avsättningen, och Johan kunde därefter inte fordra artiklarnas godkännande av hertig Karl.